# Boado (Ginzo de Limia)
Boado (llamada oficialmente San Pedro de Boado) es una parroquia y un lugar del municipio español de Ginzo de Limia, en la provincia de Orense, Galicia.

## Toponimia
Es muy probable que el topónimo Boado venga de la palabra céltica *bed/*bud, que significaba “agua parada, charca, fuente”. También es posible que provenga del árabe ouadi (río), o del latín uadum (fuente). Viendo el hecho de que en Boado existen más de veinte fuentes, y las opciones barajadas son muy parecidas en cuanto al significado, se puede decir que Boado es Boado debido a sus fuentes.

## Organización territorial
La parroquia está formada por dos entidades de población:
- Boado
- Porto Alto

## Demografía

### Parroquia
| Gráfica de evolución demográfica de Boado (parroquia) entre 2000 y 2022 |
|                                                                         |
| Datos según el nomenclátor publicado por el INE.                        |

### Lugar
| Gráfica de evolución demográfica de Boado (lugar) entre 2000 y 2022 |
|                                                                     |
| Datos según el nomenclátor publicado por el INE.                    |

## Economía
Ganadería (vacuno), agricultura (trigo, patata, y hortalizas), fontanería, mecánica, y sector servicios.